# Julia Sebutinde
Julia Sebutinde (anhörenⓘ; * 28. Februar 1954 in Entebbe) ist eine ugandische Juristin. Sie fungierte von 2005 bis 2011 als Richterin am Sondergerichtshof für Sierra Leone und leitete während dieser Zeit unter anderem das Verfahren gegen den ehemaligen liberianischen Präsidenten Charles Taylor. Seit Februar 2012 ist sie Richterin am Internationalen Gerichtshof (IGH). 2024 wurde sie zur Vizepräsidentin des IGHs gewählt.

## Leben und Wirken
Julia Sebutinde wurde 1954 in Kiwafu bei Entebbe geboren und absolvierte ein Studium der Rechtswissenschaften an der Makerere-Universität, das sie 1977 mit einem LL.B. und kurz darauf mit einem Postgraduate Diploma in Legal Practice abschloss. 1990 erlangte sie darüber hinaus einen LL.M.-Abschluss an der University of Edinburgh.
Von 1978 bis 1991 war sie für das Justizministerium ihres Heimatlandes als Staatsanwältin und als Rechtsberaterin des ugandischen Parlaments tätig und setzte in dieser Funktion Idi Amins politische Vorgaben in rechtliche Dekrete um. Nach der Unabhängigkeit Namibias fungierte sie von 1991 bis 1996 im Auftrag des Sekretariats des Commonwealth of Nations als beratende Expertin für die namibische Regierung.
1996 wechselte sie als Richterin zum High Court of Uganda, dem dritthöchsten Gericht im Rechtssystem des Landes. Zwischen 1999 und 2002 gehörte sie in Uganda drei Ermittlungskommissionen zur Untersuchung von Korruptionsvorwürfen beziehungsweise finanziellen Unregelmäßigkeiten in der ugandischen Steuerbehörde sowie der Polizei und den Streitkräften des Landes an. Die Kommission, die sich mit Polizeikorruption befasste, wurde später bekannt als die „Sebutinde-Kommission“. Zeitgleich war sie von 1997 bis 2004 als Dozentin am International Law Institute of Uganda und beim Jurisprudence of Equality Programme for East Africa tätig.
Darüber hinaus war sie von 2005 bis 2011 Richterin am Sondergerichtshof für Sierra Leone, an dem sie in den Jahren 2007/2008 und 2010/2011 die zweite Verfahrenskammer leitete. Hier war sie insbesondere beteiligt am Prozess gegen das Armed Forces Revolutionary Council und an dem gegen Charles Taylor, den ehemaligen Präsidenten von Liberia. Unter anderem vertrat sie hier eine Sondermeinung zur Zwangsheirat: Die Anklagekammer war der Ansicht, dieser Usus, bei dem entführte Mädchen und Frauen gezwungen wurden, Kämpfer im Bürgerkrieg zu „heiraten“ und als „Ehefrauen“ auch Hilfsarbeiten für diese zu verrichten, sei unter das Verbrechen der „sexuellen Sklaverei“ zu subsumieren. Sebutinde äußerte diese Position in ihrer Concurring opinion noch entschiedener. Die Berufungskammer dagegen urteilte gegen die Anklagekammer und Sebutinde, dass es sich bei der Zwangsheirat um ein „neues“ und eigenständiges Verbrechen gegen die Menschlichkeit handle. Dieser Dissens um dieses neue Verbrechen gegen die Menschlichkeit wurde daraufhin in der Rechtswissenschaft kontrovers diskutiert; 2021 schloss sich der IGH der Sicht der Berufungskammer an.
Der Prozess gegen Taylor fand in Den Haag statt. Nachdem Sebutinde dort erfahren hatte, dass der afrikanische Richter am IGH demnächst von seiner Position zurücktreten würde, bemühte sie sich parallel zum Prozess zwei Jahre lang aktiv um Unterstützer, um für dessen Nachfolge in Betracht gezogen zu werden. Bei den im November und Dezember 2011 turnusgemäß stattfindenden Richterwahlen wurde sie am 13. Dezember 2011 in einer Stichwahl gegen Amtsinhaber Abdul Gadrie Koroma aus Sierra Leone als erste afrikanische Frau und vierte Frau in der Geschichte des Gerichts zur Richterin gewählt. Ihre erste neunjährige Amtszeit begann im Februar 2012, im November 2020 wurde sie wiedergewählt.
2024 wurden zwei weitere Sondervoten Sebutindes kontrovers diskutiert: Beim Verfahren Südafrika gegen Israel, in dem Südafrika Israel beschuldigte, beim Krieg in Israel und Gaza seit 2023 einen Völkermord an den Palästinensern zu begehen, lehnte Sebutinde als einzige von 17 Richtern sämtliche Anordnungen der Mehrheit des Gerichts zur Verhütung eines Völkermordes ab (→ Entscheidung über vorläufige Maßnahmen). Sie begründete ihre Position damit, dass einige der geforderten Maßnahmen nicht klar mit den von Südafrika statuierten Rechten unter der Völkermordkonvention verknüpft seien, dass Israel zu bestimmten Handlungen ohnehin bereits durch die Konvention verpflichtet sei, und dass es grundsätzlich keine ausreichenden Anhaltspunkte für einen genozidalen Vorsatz Israels gebe. Wenige Monate später bewertete die Mehrheit der IGH-Richter im Gutachten zu den rechtlichen Folgen von Israels Besatzungspolitik die israelische Besatzung der palästinensischen Gebiete als mittlerweile illegale Annexion. Hier vertrat Sebutinde als einzige Richterin die Mindermeinung, es sei unklar, ob diese Gebiete tatsächlich als „palästinensisch“ und „okkupiert“ anzusehen seien, da vielmehr Israel im Rahmen des Völkerrechtsgrundsatzes Uti possidetis iuris legitime Rechtsansprüche auf diese Gebiete geltend machen könne.
Uti possidetis iuris bezweckt, umstrittene territoriale Zuständigkeiten zu vermeiden, die Unsicherheit und Konflikt erzeugen, weshalb völkerrechtlich anerkannte Nachfolgestaaten einer aufgelösten Vorgängerentität (wie eine Kolonie, ein Mandatsgebiet, ein zerfallener Vorgängerstaat) automatisch in all ihre Gebiete und Grenzen eintreten. Es sei denn, Grenzen und Zugehörigkeit von Gebieten werden durch völkerrechtlichen Vertrag anderweitig geregelt.
Bis 1967, als Israel Gazastreifen und Westjordanland einschließlich des Ostteils Jerusalems einnahm, und damit dann das ganze ehemalige Mandatsgebiet kontrollierte, wurde kein arabischer Nachfolgestaat des Mandatsgebiets Palästina gegründet, der – angenommen unter der Bezeichnung Palästina – als ein völkerrechtlicher Nachfolger desselben automatisch ein Anrecht auf Territorium des aufgelösten Mandatsgebiets gehabt hätte und, beispielsweise, durch Übernahme von Gazastreifen aus ägyptischer und Westjordanland aus jordanischer Kontrolle hätte erlangen können. In dem Falle könnten die Gebiete in Frage „palästinensisch“ und „okkupiert“ sein. Sebutinde meint, ohne einen vor 1967 gegründeten Staat Palästina müsse das Gericht klären, ob gemäß Uti possidetis iuris nicht alles Territorium des einstigen Mandatsgebiets als einzigem völkerrechtlich anerkannten Nachfolger Mandats-Palästinas Israel zugefallen ist, ohne dass es sich dazu hätte erklären oder etwas dazu hätte veranlassen müssen. Auch wäre zu ermitteln, ob durch irgendeinen völkerrechtlichen Vertrag sonst anderweitige Statusänderungen herbeigeführt worden seien. In Ermangelung einer Feststellung dieser Art, ist die Frage, ob die Gebiete „palästinensisch“ und „besetzt“ sind, einstweilen völkerrechtlich nicht beantwortbar. 
Zudem liege dem IGH keine ausreichende Evidenz vor, wonach der israelische Staat die Besiedlung des Westjordanlands durchführe und nicht vielmehr einzelne Siedler mit möglichen Eigentumsrechten aus freien Stücken dorthin umziehen. Mehrere Kritiker warfen der ugandischen Regierung daraufhin vor, Sebutinde bei ihrem Sondervotum beeinflusst zu haben. Doch auch die Regierung distanzierte sich von Sebutinde. Andere sahen ihre Haltung stattdessen in ihrer engen Verbindung zur zionistischen Watoto-Kirche begründet, da eine solche Position typisch für den christlichen Zionismus sei.
Am 6. Februar 2024 wurde sie Vizepräsidentin des IGHs. Am 14. Januar 2025 wurde sie kurzzeitig amtierende Präsidentin, nachdem Präsident Nawaf Salam zurückgetreten war, um zum Premierminister des Libanon ernannt zu werden; zwei Monate später wurde Iwasawa Yuji zum Präsidenten gewählt.
Julia Sebutinde ist verheiratet und Mutter zweier Töchter.

## Ämter und Auszeichnungen
- 1996–2011: UN-Goodwill-Botschafterin
- 2008–2011: Kanzlerin der United Health Sciences University of Uganda
- seit 2016: Kanzlerin der Muteesa I Royal University von Uganda[1][10]

- 2001: Special Award der Ugandan Law Society
- 2009: Ehrendoktortitel der University of Edinburgh
- 2012: Outstanding Award der Ugandan Law Society
- 2013: Ehrendoktortitel der Nkumba University[32]
- 2024: ABETO Africa Peace Award[33]